# Inez Bjørg David
Inez Bjørg David (o anche, secondo l'ortografia tedesca, Inez Björg David; Århus, 6 febbraio 1982) è un'attrice danese che vive e lavora in Germania.

## Biografia
Nata in Danimarca, ha due sorelle, l'attrice Marika Elena David e la cantante Anna David. Si trasferisce in Germania, prima a Berlino, dove prende lezioni di dizione e recitazione, e poi a Colonia. Precedentemente aveva frequentato una scuola di teatro a Copenaghen.
Inizia a lavorare come comparsa, per poi ottenere ruoli più importanti. Nel 2003 entra nel cast della soap opera Verbotene Liebe (Amore proibito), dove per tre anni è protagonista nel ruolo di Vanessa von Beyenbach.
Dal 2006 al 2007 è protagonista, con il ruolo di Miriam von Heidenberg, insieme a Lorenzo Patanè, della soap opera di grande successo, Sturm der Liebe, trasmessa in Italia con il titolo di Tempesta d'amore. Nel 2008 nel corso della quarta stagione ritorna per 4 puntate nella soap.
Dalla relazione con Mirko Lang ha avuto due figli.

## Filmografia parziale
- 2002 - Berlin, Berlin
- 2002 - Müde Krieger
- 2002 - Money Jumper
- 2002 - Sommer Hereos
- 2002 - The Date
- 2002 - Rosebud X
- 2003 - Dasein
- 2003-06 - Verbotene Liebe
- 2004 - Hellseher
- 2004 - Wilde Jungs - Die Auktion
- 2004 - Hexenjagd
- 2005 - Sicht eines Freundes
- 2006-07/08 - Tempesta d'amore (Sturm der Liebe) - Doppiaggio: Luisa Ziliotto
- 2007-8 - Pilawas großes Märchenquiz
- 2008 - La valle delle rose selvatiche: Cuori spezzati (Im Tal der wilden Rosen - Zerrissene Herzen)
- 2008 - Inga Lindström - September in Eriksberg
- 2008 - ProSieben Märchenstunde - Die Karawane der verfluchten Jungfrauen
- 2008 - Männerherzen
- 2009 - Inga Lindström - Arrivederci ad Eriksberg (Wiedersehen in Eriksberg)
- 2009 - Squadra Speciale Colonia (Soko Köln)
- 2009 - Unsere Beste Zeit
- 2009 - Kommissarin Lucas
- 2009 - Go West - Freiheit um jeden Preis
- 2010 - Zimmer 205
- 2013 - Inga Lindström - Il cigno nero (Der schwarze Schwan) di John Delbridge
- Gli omicidi del lago (Die Toten vom Bodensee) - serie TV (2014-...)

### Televisione
- La dottoressa dell'isola - serie TV, 2 episodi (2019-in corso)